# Коктал (Кербулацький район)
Кокта́л (каз. Көктал) — село у складі Кербулацького району Жетисуської області Казахстану. Входить до складу Коксуського сільського округу.
У радянські часи село називалось Коктальське.
Населення — 166 осіб (2021; 302 у 2009, 475 у 1999, 438 у 1989).